# Africogenius particularis
Africogenius particularis là một loài bọ cánh cứng trong họ Ptinidae. Loài này được Pic miêu tả khoa học năm 1931.